# Jean-Julien Chervier
Jean-Julien Chervier (né le 14 juillet 1971) est un écrivain et réalisateur français, sociétaire de la SACD, dont les films traitent souvent des thèmes de l'adolescence et de la sexualité.

## Biographie
Après des études en Sciences de l’Art à la Sorbonne, Jean-Julien Chervier anime et réalise une émission de radio consacrée au cinéma sur Aligre FM. Il y reçoit de nombreux réalisateurs, producteurs, exploitants et distributeurs qui font le cinéma français indépendant du milieu des années 90.
De ces rencontres naît un premier scénario de long métrage, auquel il collabore : Julie est amoureuse de Vincent Dietschy, avec Anne Le Ny et François Chattot.
Il réalise ensuite son premier court métrage, La Prière de l’écolier, qui met en scène le désir d’un garçon de onze ans. Le film obtiendra de nombreux prix, dont le Prix Beaumarchais du meilleur scénario au Festival Premiers Plans d'Angers, remis par Claude Chabrol, et sera distribué en salles par Shellac aux côtés des « Corps Ouverts » de Sébastien Lifshitz.
Parallèlement, il est lecteur et collaborateur artistique pour Pierre Chevalier chez Arte, puis programmateur à l’Agence du court métrage.
Au début des années 2000, il coécrit et coréalise avec Agnès Obadia, Du poil sous les roses, une comédie sur l’éveil à la sexualité de deux adolescents: un gars, une fille. On y découvre de jeunes comédiens tels que Julie Durand ou Nicolas Duvauchelle.
Il intervient ensuite régulièrement comme lecteur de scénarios et consultant, anime des ateliers d’écriture et de réalisation, notamment pour le Cours Florent, collabore à l’écriture de fictions ciné et TV, et réalise plusieurs courts métrages, parmi lesquels Le Temps des cerises, avec Bernard Haller et Thérèse Roussel – maintes fois primé en festivals, tant en France qu'à l'international.
Le film, qui propose une autre vision du désir et du plaisir, chez deux personnages du "3ème âge", est diffusé en 2006 sur Canal+ , et projeté dans le cadre de la Semaine de la Critique.
En 2010, il écrit et réalise La fonte des neiges, film "de vacances" d’un enfant de douze ans contraint de suivre sa mère, interprétée par Zazon, dans un camping naturiste. Cette fiction de 26 minutes est pré-achetée et programmée par Arte puis sélectionnée dans de nombreux festivals internationaux comme ceux de Brooklyn, Lisbonne, Ebensee ou Clermont-Ferrand.
Jean-Julien Chervier intègre en 2014 plusieurs pools d'auteurs sur des séries TV comme Soda (série télévisée) avec Kev Adams sur W9 ou Cuisine sur Canapé pour Arte.
Depuis 2017, il est auteur-interprète de versions audiodécrites pour le cinéma, la télévision et le spectacle vivant.